# Gouesnou
Gouesnou (bretonisch Gouenoù) ist eine französische Gemeinde im Département Finistère in der Bretagne mit 6412 Einwohnern (Stand 1. Januar 2022). Sie gehört zum Arrondissement Brest, zum Kanton Brest-4 und zum Gemeindeverband Brest Métropole.

## Geografie
Die Gemeinde liegt im Westen der Bretagne im Großraum der Stadt Brest am Ufer des Flüsschens Penfeld. Sowohl das Stadtzentrum von Brest als auch die Rade de Brest befinden sich nur wenige Kilometer südwestlich, die Atlantikküste am Beginn des Ärmelkanals etwa 18 Kilometer nördlich.

## Verkehrsanbindung
Die nächstgelegenen Abfahrten an den autobahnähnlich ausgebauten Schnellstraßen E 50 (Rennes-Brest) und E 60 (Nantes-Brest) befinden sich nur wenige Kilometer südlich der Gemeinde am nordöstlichen Stadtrand von Brest, wo sie aufeinandertreffen. Die von hier ausgehenden Routes départementales  D13 nach Plouguerneau und D788 Richtung Lesneven führen westlich und östlich am Ortskern vorbei.
Der Bahnhof Gare de Brest ist TGV-Atlantique-Station und Regionalbahnhof im Netz der TER Bretagne und
unmittelbar südlich der Gemeinde befindet sich der Flughafen Brest.

## Bevölkerungsentwicklung
| Jahr                       | 1962 | 1968 | 1975 | 1982 | 1990 | 1999 | 2006 | 2017 |
| Einwohner                  | 2141 | 2543 | 3040 | 4061 | 5417 | 6042 | 6137 | 6116 |
| Quellen: Cassini und INSEE |      |      |      |      |      |      |      |      |

## Massaker von Penguerec
Am 4. August 1944 griffen lokale Maquisards in Erwartung der unmittelbaren Befreiung durch die US-Armee einen Beobachtungstrupp der Wehrmacht auf dem Kirchturm von Gouesnou an. Eine daraufhin aus Brest zu Hilfe eilende deutsche Marineflakeinheit nahm alle Männer, Frauen und Kinder, die sie finden konnten, fest, nahm sie nach Penguerec mit, erschoss sie beim sogenannten Massaker von Penguerec und verbrannte größtenteils die Leichen.

## Sehenswürdigkeiten

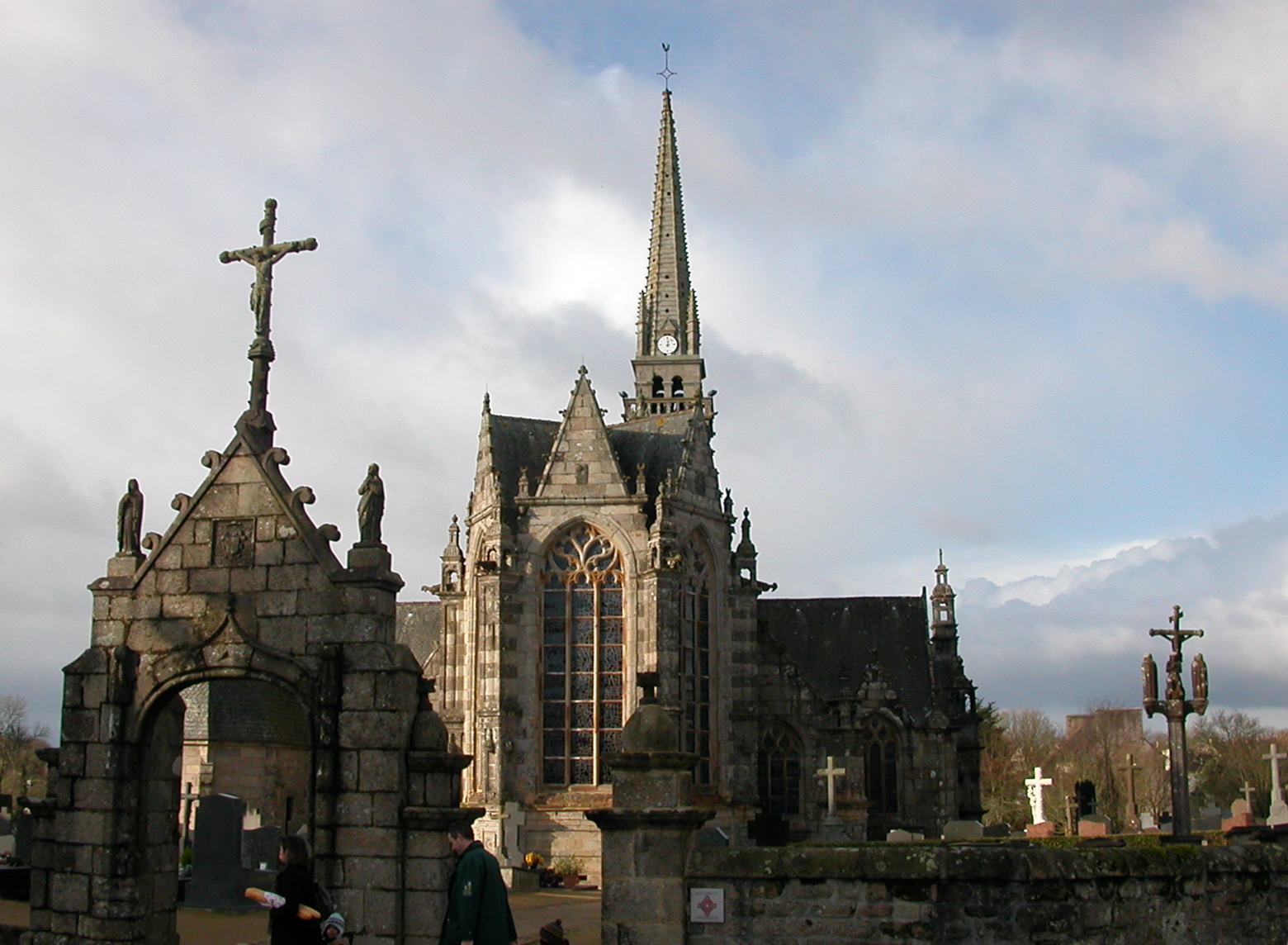
Kirche Saint-Gouesnou

Als kulturhistorisch bedeutende Objekte sind die Kirche aus dem 17. Jahrhundert und die Ruine des Château de Mesléan aus dem 16. und 17. Jahrhundert als Monument historique vom Kulturministerium ausgezeichnet.
Siehe auch: Liste der Monuments historiques in Gouesnou

## Persönlichkeiten
- Virginie Cueff (* 1988), Bahnradsportlerin